# Afrika-Meisterschaften im Mountainbikesport
Die Afrika-Meisterschaften im Mountainbikesport werden vom Afrikanischen Radsportverband (CAC) seit mindestens 2007, in aller Regel jedes Jahr, an wechselnden Orten ausgetragen. Sie bestehen aus den Disziplinen des Mountainbikesports in den Kategorien Elite, U23 und Junioren. Startberechtigt sind Vertreter aller Mitgliedsverbände des CAC.
Die erfolgreichsten Nationen im afrikanischen Mountainbikesport sind Südafrika, Namibia, Lesotho, Mauritius sowie Simbabwe.

## Austragungen
Die ersten bekannten Austragungen der afrikanischen Kontinentalmeisterschaften gab es 1999 und 2003 jeweils im Rahmen der Qualifikation für die Olympischen Spiele, außerdem 2001. Detaillierte Ergebnisse sind ab 2007 überliefert. Zum festen Programm gehören die Elite-Wettbewerbe im olympischen Cross-Country (XCO); diese Disziplin wird zumeist auch in der U23 und bei den Junioren ausgetragen. Außerdem finden zuweilen Wettkämpfe für jugendliche Altersklassen oder Masters statt, die im Folgenden jedoch nicht aufgeführt sind. Weitere Disziplinen wie Cross-Country Short Track (XCC), Mountainbike-Marathon (XCM), Cross-Country-Staffelrennen oder Downhill, die zum Teil andere Strecken erfordern, werden unregelmäßig organisiert. Bisweilen blieben Medaillenplätze unbesetzt, da es weniger als drei Teilnehmer gab. Diese sind in den untenstehenden Listen mit „—“ gekennzeichnet.
Seit 2007 gab es die unten aufgeführten Austragungen. Soweit bekannt, ist sowohl der offizielle Veranstaltungsort als auch die jeweilige Anlage angegeben. 2020 und 2021 entfielen die Wettkämpfe infolge der Corona-Pandemie.
- 2007:  Windhoek (28.–29. Juli)
- 2009:  Nelspruit, Mankele (10.–12. Juli)
- 2011:  Kapstadt, Jonkershoek[4] (12.–13. Februar)
- 2012:  Black River, Casela/Yemen (3.–6. Mai)
- 2013:  Pietermaritzburg, Cascade MTB Park (9.–10. März)
- 2014:  Kapstadt, Willowbridge/Contermanskloof[5] (24.–26. Januar)
- 2015:  Musanze, Africa Rising Cycling Center[6] (5.–10. Mai)
- 2016:  Afri-Ski (29. März – 3. April)
- 2017:  Bel Ombre[7] (9.–14. Mai)
- 2018:  Kairo, Wadi Degla (21.–22. April)
- 2019:  Windhoek, IJG Trails[8] (11.–13. April)
- 2022:  Windhoek, IJG Trails[9] (22.–23. April)
- 2023:  Johannesburg, Thaba Trails[10] (2.–4. Juni)
- 2024:  Casablanca, Bouskoura[11] (11.–12. Mai)
- 2025:  Pietermaritzburg, Cascade MTB Park (16.–18. Juni)

## Männer

### Cross-Country (olympisch)

#### Elite
| Jahr | Gold                  | Silber                | Bronze               |
| ---- | --------------------- | --------------------- | -------------------- |
| 2007 | Burry Stander         | Ben Swanepoel         | Mannie Heymans       |
| 2009 | Marc Bassingthwaighte | Renay Groustra        | Ben Swanepoel        |
| 2011 | Burry Stander         | Marc Bassingthwaighte | Philip Buys          |
| 2012 | Philip Buys           | Marc Bassingthwaighte | Adrien Niyonshuti    |
| 2013 | Philip Buys           | Yannick Lincoln       | Heinrich Köhne       |
| 2014 | Philip Buys           | Lourens Luus          | Rourke Croeser       |
| 2015 | James Reid            | Matthys Beukes        | Rourke Croeser       |
| 2016 | Philip Buys           | James Reid            | Arno Du Toit         |
| 2017 | Alan Hatherly         | Stuart Marais         | Yannick Lincoln      |
| 2018 | Alan Hatherly         | Stuart Marais         | Till Drobisch        |
| 2019 | Alan Hatherly         | Philip Buys           | Alex Miller          |
| 2022 | Alex Miller           | Philip Buys           | Luke Moir            |
| 2023 | Philip Buys           | Johan van Zyl         | Jaedon Terlouw       |
| 2024 | Alan Hatherly         | Alex Miller           | Luke Moir            |
| 2025 | Michael Foster        | Johan van Zyl         | Massimiliano Ambrosi |

#### Unter 23
| Jahr | Gold                  | Silber              | Bronze             |
| ---- | --------------------- | ------------------- | ------------------ |
| 2009 | Burry Stander         | Matthys Beukes      | Bryce Munro        |
| 2011 | James Reid            | Dominic Calitz      | Adriaan Louw       |
| 2012 | Rourke Croeser        | Gert Heyns          | James Reid         |
| 2013 | Brendon Davids        | James Reid          | Arno du Toit       |
| 2014 | James Reid            | Brendon Davids      | Arno du Toit       |
| 2016 | Alan Hatherly         | Marc Fourie         | Julian Jessop      |
| 2017 | Tristan de Lange      | Tumelo Makae        | Henry Liebenberg   |
| 2018 | Jarrod van den Heever | Tristan de Lange    | Reinhard Zellhuber |
| 2019 | Wessel Botha          | Julian Jessop       | Henry Liebenberg   |
| 2022 | Johan van Zyl         | Bergran Jensen      | Michael Foster     |
| 2023 | Michael Foster        | Daniel van der Walt | Matthew Scott      |

#### Junioren
| Jahr | Gold                | Silber               | Bronze               |
| ---- | ------------------- | -------------------- | -------------------- |
| 2007 | Timothy Stark       | Jan Hendrik Verdoes  | Kim Joerges          |
| 2009 | James Reid          | Adriaan Louw         | Shaun Silver         |
| 2011 | Brendon Davids      | Gert Heyns           | Luke Roberts         |
| 2012 | Patrick Belton      | Kyle Dorkin          | Paul Rodenbach       |
| 2013 | Dylan Rebello       | Martin Freyer        | Ivan Venter          |
| 2014 | Stephan Senekal     | Sybrand Strauss      | Alan Hatherly        |
| 2015 | Tristan de Lange    | Brandon Plaatjes     | Johan Hartzenberg    |
| 2016 | Herbert Peters      | Henry Liebenberg     | Wessel Botha         |
| 2017 | Rossouw Bekker      | Pieter du Toit       | Alex Miller          |
| 2018 | Alex Miller         | Keagan Bontekoning   | Daniel van der Walt  |
| 2019 | Daniel van der Walt | Johan van Zyl        | Tristan Nortje       |
| 2022 | Ernest Roets        | Daniel Hahn          | Massimiliano Ambrosi |
| 2023 | Ernest Roets        | Massimiliano Ambrosi | Daniel Hahn          |
| 2024 | Samuel Cleary       | Roger Surén          | Omar Wilson          |
| 2025 | Samuel Cleary       | Roger Surén          | Sean Lowe            |

### Cross-Country Short Track
| Jahr | Gold           | Silber               | Bronze              |
| ---- | -------------- | -------------------- | ------------------- |
| 2023 | Johan van Zyl  | Luke Moir            | Daniel van der Watt |
| 2024 | Alan Hatherly  | Luke Moir            | Alex Miller         |
| 2025 | Michael Foster | Massimiliano Ambrosi | Johan van Zyl       |

### Marathon
| Jahr | Gold            | Silber              | Bronze          |
| ---- | --------------- | ------------------- | --------------- |
| 2016 | Yannick Lincoln | Costa Seibeb        | Phetetso Monese |
| 2017 | Arno du Toit    | Yannick Lincoln     | Adil Jelloul    |
| 2025 | Travis Stedman  | Marc Oliver Pritzen | Michael Foster  |

### Downhill

#### Elite
| Jahr | Gold               | Silber          | Bronze               |
| ---- | ------------------ | --------------- | -------------------- |
| 2009 | Johann Potgieter   | Hayden Brown    | Louis-Bresler Knipe  |
| 2011 | Andrew Neethling   | Jonty Neethling | Johann Potgieter     |
| 2012 | Arnaud Li Hing Fui | Matthieu Marion | Mohesh Shashi Shekar |
| 2013 | Hayden Brown       | Tiaan Odendaal  | Stefan Garlicki      |
| 2014 | Andrew Neethling   | Tiaan Odendaal  | Johann Potgieter     |
| 2016 | Tiaan Odendaal     | Stefan Garlicki | Johann Potgieter     |

#### Junioren
| Jahr | Gold            | Silber               | Bronze            |
| ---- | --------------- | -------------------- | ----------------- |
| 2009 | Timothy Bentley | Pierre van der Merwe | Simon Dinkelman   |
| 2011 | Tiaan Odendaal  | Alasdair Fey         | Adi van der Merwe |

## Frauen

### Cross-Country (olympisch)

#### Elite
| Jahr | Gold              | Silber             | Bronze                       |
| ---- | ----------------- | ------------------ | ---------------------------- |
| 2007 | Yolande Speedy    | Amy Mundy          | Tania Raats                  |
| 2009 | Yolande Speedy    | Heletje van Staden | Sara Muhl                    |
| 2011 | Yolande Speedy    | Samantha Sanders   | Yolandi du Toit              |
| 2012 | Candice Neethling | Aurélie Halbwachs  | Heletje van Staden           |
| 2013 | Yolande Speedy    | Aurélie Halbwachs  | Samantha Sanders             |
| 2014 | Mariske Strauss   | Samantha Sanders   | Cherie Vale                  |
| 2015 | Bianca Haw        | Cherie Vale        | Michelle Vorster             |
| 2016 | Mariske Strauss   | Cherie Vale        | Michelle Vorster             |
| 2017 | Michelle Vorster  | Aurélie Halbwachs  | Likeleli Masitise            |
| 2018 | Cherie Redecker   | Nancy Akinyi       | Nesrine Ghedira              |
| 2019 | Mariske Strauss   | Cherie Redecker    | Candice Lill                 |
| 2022 | Mariske Strauss   | Candice Lill       | Kimberley Le Court de Billot |
| 2023 | Candice Lill      | Tyler Jacobs       | Sarah Hill                   |
| 2024 | Candice Lill      | Aurélie Halbwachs  | Monica Kiplagat              |
| 2025 | Lilian Baber      | Riley Smith        | Carla Kotze                  |

#### Unter 23
| Jahr | Gold                 | Silber                | Bronze             |
| ---- | -------------------- | --------------------- | ------------------ |
| 2011 | Candice Neethling    | Mariske Strauss       | Caitlin de Wet     |
| 2013 | Mariske Strauss      | Candice Neethling     | Vera Adrian        |
| 2014 | Candice Neethling    | Ashley Parker-Moffatt | Hayley Smith       |
| 2016 | Genevieve van Coller | Frances Du Toit       | Bianca Haw         |
| 2017 | Skye Davidson        | —                     | —                  |
| 2018 | Stacey Hyslop        | Ebtisam Zayed         | Donia Rashwan      |
| 2019 | Anita Yama           | —                     | —                  |
| 2022 | Andrea Schöfmann     | Rimari Sutton         | Monique du Plessis |
| 2023 | Jazilla Mwamikazi    | Anneke van der Walt   | Raja Chakir        |

#### Juniorinnen
| Jahr | Gold                    | Silber                     | Bronze                       |
| ---- | ----------------------- | -------------------------- | ---------------------------- |
| 2007 | Melanie Palframan       | Genee Steyn                | —                            |
| 2009 | Mariske Strauss         | Candice Neethling          | Caitlin de Wet               |
| 2011 | Ashley Parker-Moffatt   | Vera Adrian                | Hayley Smith                 |
| 2012 | Linda Van Wijk          | Nicole Erasmus             | Tayla Odendaal               |
| 2013 | Bianca Haw              | Marie-Christin Kempf       | Marne Botha                  |
| 2014 | Bianca Haw              | Frances Du Toit            | Kimberley Le Court de Billot |
| 2015 | Skye Davidson           | Stacey Hyslop              | —                            |
| 2016 | Danielle Strydom        | Christie Hearder           | Allison Morton               |
| 2018 | Wissam Bouzegzi         | Maroi Marrouni             | Yasmine Bouzenzen            |
| 2019 | Zandri Strydom          | Frances Janse van Rensburg | Emma van Coller              |
| 2022 | Tyler Jacobs            | Ada Kahl                   | Madison Mann                 |
| 2023 | Lilian Baber            | Carla Janse van Vuuren     | Carla Kotze                  |
| 2024 | Delsia Janse van Vuuren | Jodi Mackinnon             | Imane Lemkhayar              |
| 2025 | Nadia van Wyk           | Lu-Mari du Plessis         | Delsia Janse van Vuuren      |

### Cross-Country Short Track
| Jahr | Gold         | Silber            | Bronze        |
| ---- | ------------ | ----------------- | ------------- |
| 2023 | Candice Lill | Tyler Jacobs      | Sarah Hill    |
| 2024 | Candice Lill | Aurélie Halbwachs | Grace Kamindo |
| 2025 | Riley Smith  | Lilian Baber      | Carla Kotze   |

### Marathon
| Jahr | Gold              | Silber        | Bronze         |
| ---- | ----------------- | ------------- | -------------- |
| 2016 | Amy McDougall     | Ila Gray      | —              |
| 2017 | Aurélie Halbwachs | Skye Davidson | Pauline Toulet |
| 2025 | Vera Looser       | Hayley Preen  | Anri Greeff    |

### Downhill

#### Elite
| Jahr | Gold               | Silber          | Bronze |
| ---- | ------------------ | --------------- | ------ |
| 2013 | Nadia Botha        | Kate Stephenson | —      |
| 2014 | Hayley-Ann Adamson | —               | —      |
| 2016 | Kim Westbrook      | —               | —      |

#### Juniorinnen
| Jahr | Gold        | Silber | Bronze |
| ---- | ----------- | ------ | ------ |
| 2009 | Tayla Brown | —      | —      |

## Mixed

### Cross-Country-Staffel
| Jahr | Gold                                                                          | Silber                                                                     | Bronze                                                              |
| ---- | ----------------------------------------------------------------------------- | -------------------------------------------------------------------------- | ------------------------------------------------------------------- |
| 2016 | Namibia Michelle Vorster Costa Seibeb Herbert Peters Tristan de Lange         | Lesotho Malefetsane Lesofe Cabonina Koqo Likeleli Masitise Phetetso Monese | Simbabwe Skye Davidson Anthony Greenway Stacey Hyslop Jake Greenway |
| 2019 | Südafrika Mariske Strauss Luke Moir Zandri Strydom Botha Wessel Alan Hatherly | Namibia Alex Miller Xavier Papo Dieter Koen Michelle Vorster Cindy Rowland | —                                                                   |